# Pablo Malo Mozo
Pablo Malo Mozo (Sant Sebastià, 1 de gener de 1965) és un guionista i director de cinema basc.

## Biografia
Tenia una formació autodidacta. A finals dels anys 1980 i principis dels 1990, va escriure i dirigir diversos vídeos i curtmetratges, Tres minutos i Nora, guanyadora del Premi del Consell de la Joventut d'Euskadi de 1995. El 1996 va escriure el guió del curtmetratge Hasta que vuelvas, guanyadora del premi Atzegi, i va dirigir el curt El ángel de mármol. El 2000 el seu curt Jardines deshabitados va aconseguir tretze premis al Festival Internacional de Cinema de Gijón.
El 2004 va dirigir el seu primer llargmetratge Frío sol de invierno, amb el que va guanyar el Goya al millor director novell. El 2002 va escriure el guió del llargmetratge d'animació Olentzero, gabonetako ipuina nominada al Goya a la millor pel·lícula d'animació. El 2006 va dirigir el seu segon llargmetratge, "La sombra de nadie", que va guanyar el Premi millor pel·lícula i millor directora als Premis El Mundo al Cinema Basc. El 2011 va dirigir dos capítols de la sèrie Hispania, la leyenda i el 2014 el seu tercer llargmetratge Lasa i Zabala, que fou presentada al Festival Internacional de Cinema de Sant Sebastià 2014. El 2019 va dirigir el documental  Olea…¡Más alto! , que fou estrenat a la Seminci d'aquest any.

## Filmografia
- El angel de marmol (1995, curtmetratge)
- Jardines deshabitados (2000, curtmetratge)
- Frío sol de invierno (2004)
- L'ombra de ningú (2006)
- Lasa eta Zabala (2014)